# Idmine

## Idmine
Idmine é uma comuna Marroquina localizada no sul do pais, com uma área de 140 km² e 2.715 habitantes em 2024. Administrativamente pertence a região de Suz-Massa, prefeitura de Agadir-Ida ou Tanane e circulo de Agadir Banlieue.

## Geografia
A comuna esta localizada a 62 km a leste de Agadir, sendo o seu relevo predominante montanhoso.

## História
A comuna foi criada em 1992, como parte da reforma administrativa ocorrida em Marrocos nesse ano.

## Demografia
Em 2024 a população da comuna era de 2.715 habitantes.

### Crescimento demográfico
O crescimento demográfico da comuna ao longo dos anos é a seguinte:
| 2024  | 2014  | 2004  | 1994  |
| ----- | ----- | ----- | ----- |
| 2.715 | 3.179 | 4.279 | 4.157 |